# Шампионат Централне Америке и Кариба 1955.
Шампионат Централне Америке и Кариба 1955. (шп. Copa CCCF 1955 енгл. 1955 CCCF Championship) било је седмо издање шампионата, фудбалског првенства Централне Америке и Кариба. Турнир је одржан на стадиону Насионал у Тегусигалпи, Хондурас, од 14. до 29. августа 1955. године. Костарика је освојила турнир. Костарика је победила у 4 од последњих 5 шампионата, тиме се квалификовао за Панамеричко првенство 1956. године.

### Земље учеснице
- У "курзиву" дебитантске екипе.

| Земље учеснице | Земље учеснице | Земље учеснице | Земље учеснице |
| -------------- | -------------- | -------------- | -------------- |
| Аруба          | Костарика      | Куба           | Курасао        |
| Гватемала      | Хондурас       | Салвадор       |                |

## Стадион
| Тегусигалпа |                                |
| Тегусигалпа | Тегусигалпа                    |
| ----------- | ------------------------------ |
| Тегусигалпа | Стадион Тибурсио Кариас Андино |
| Тегусигалпа | Капацитет: 35.000              |
| Тегусигалпа |                                |

## Финална табела
Гватемала се повукла после инцидената на утакмици против Костарике, организациони одбор је прво одлучио да се свим екипама додели по 2 бода још увек морају да играју са Гватемалом (Куба, Хондурас и Аруба), али после протеста Курасаоа и консултације ФИФА, одлучено је (25. августа) да поништи све резултате Гватемале.
| Pos | Тим       | О | П | Н | И | ГД | ГП | ГР  | Бод. |
| --- | --------- | - | - | - | - | -- | -- | --- | ---- |
| 1   | Костарика | 6 | 6 | 0 | 0 | 19 | 4  | +15 | 12   |
| 2   | Курасао   | 6 | 4 | 0 | 2 | 11 | 7  | +4  | 8    |
| 3   | Хондурас  | 6 | 3 | 1 | 2 | 9  | 6  | +3  | 7    |
| 4   | Салвадор  | 6 | 3 | 0 | 3 | 8  | 13 | −5  | 6    |
| 5   | Аруба     | 6 | 2 | 1 | 3 | 9  | 9  | 0   | 5    |
| 6   | Гватемала | 6 | 1 | 0 | 5 | 6  | 9  | −3  | 2    |
| 7   | Куба      | 6 | 1 | 0 | 5 | 3  | 17 | −14 | 2    |

- Белешка:Курасао је играо под именом Територија Курасао а Аруба је играла под заставом Холандије као део Холандских Антила

## Резултати утакмица
| Хондурас | 3 : 0 | Куба |
| -------- | ----- | ---- |
|          |       |      |

| Костарика | 3 : 2 | Аруба |
| --------- | ----- | ----- |
|           |       |       |

| Гватемала | 2 : 3 | Салвадор |
| --------- | ----- | -------- |
|           |       |          |

| Куба | 0 : 6 | Костарика |
| ---- | ----- | --------- |
|      |       |           |

| Аруба | 1 : 2 | Курасао |
| ----- | ----- | ------- |
|       |       |         |

| Салвадор | 1 : 3 | Хондурас |
| -------- | ----- | -------- |
|          |       |          |

| Гватемала | 4–1 | Курасао |
| --------- | --- | ------- |
|           |     |         |

| Костарика | 4 : 0 | Салвадор |
| --------- | ----- | -------- |
|           |       |          |

| Аруба | 4 : 1 | Куба |
| ----- | ----- | ---- |
|       |       |      |

| Курасао | 2 : 0 | Хондурас |
| ------- | ----- | -------- |
|         |       |          |

| Гватемала | 0 : 2 | Костарика |
| --------- | ----- | --------- |
|           |       |           |

| Хондурас | 1 : 1 | Аруба |
| -------- | ----- | ----- |
|          |       |       |

| Куба | 1 : 0 | Гватемала |
| ---- | ----- | --------- |
|      |       |           |

| Курасао | 1 : 2 | Костарика |
| ------- | ----- | --------- |
|         |       |           |

| Салвадор | 2 : 0 | Аруба |
| -------- | ----- | ----- |
|          |       |       |

| Хондурас | 1 : 0 | Гватемала |
| -------- | ----- | --------- |
|          |       |           |

| Курасао | 3 : 0 | Салвадор |
| ------- | ----- | -------- |
|         |       |          |

| Аруба | 1 : 0 | Гватемала |
| ----- | ----- | --------- |
|       |       |           |

| Костарика | 2 : 1 | Хондурас |
| --------- | ----- | -------- |
|           |       |          |

| Куба | 0 : 2 | Курасао |
| ---- | ----- | ------- |
|      |       |         |

| Салвадор | 2 : 1 | Куба |
| -------- | ----- | ---- |
|          |       |      |

## Достигнућа
| Најбољи играч | Победник шампионата Централне Америке и Кариба 1955. Костарика 5° титула | Најбољи стрелац Родолфо Херера Рика Марио Муриљо Хуан Франциско Бараза (4. гола) |

## Голгетери
| Играч                 | Репрезентација | Голова |
| --------------------- | -------------- | ------ |
| Родолфо Херера        | Костарика      | 4      |
| Рика Марио Муриљо     | Костарика      | 4      |
| Хуан Франциско Бараза | Салвадор       | 4      |
| Алфредо Руано         | Салвадор       | 3      |
| Мардокео Гонзалез     | Костарика      | 3      |
| Уберт Шуп             | Курасао        | 3      |